# Genneper Parken
Genneper Parken is een natuur-, sport- en recreatiegebied in het zuiden van Eindhoven. Het is genoemd naar de buurtschap Gennep en behoort tot een van de grootste parken in Nederland.

## Beekdalgebied
Het gebied Genneper Parken is gelegen in en langs de riviertjes de Dommel en de Tongelreep, waarvan vooral de laatste haar natuurlijke karakter heeft weten te behouden en sterk meandert. Dit beekdalgebied behoort tot de ecologische hoofdstructuur van Nederland. Hier zijn diverse kortere wandelroutes uitgezet en men kan daarnaast langs de Tongelreep naar Aalst en verder lopen. In tegenovergestelde richting loopt het Airbornepad Market Garden, dat van Lommel naar Arnhem voert. Door een aantal natuurontwikkelingsprojecten hoopt men het gebied nog gevarieerder te maken.

## Bezienswaardigheden
- Het Heempark Frater Simon Deltour is een heemtuin die, op een terrein van drie ha, honderden inheemse plantensoorten herbergt. deze zijn gegroepeerd in een twintigtal Brabantse landschapstypen. Vanaf 1983 wordt dit park beheerd door vrijwilligers. Het park is vernoemd naar frater Simon Deltour, een broeder die actief was op Eikenburg.

- De Genneper Hoeve is een biologische boerderij die geopend is voor het publiek. Hier is ook een kaasmakerij aan verbonden.

- De Genneper Watermolen langs de Dommel is een onderslagmolen die in gebruik was als korenmolen. De molen is in de negentiende eeuw geschilderd en getekend door de kunstenaar Vincent van Gogh. Het is een rijksmonument.

- Het Eindhoven Museum is ontstaan vanuit de experimentele archeologie. Men probeerde de bouw van een huis uit de IJzertijd te reconstrueren, en vervolgens is een compleet dorp uit die tijd opgezet. Later is ook een middeleeuws dorpje nagebouwd.

- Het Ton Smits Huis is een museum in het voormalige woonhuis van cartoonist Ton Smits aan de Jacob Reviuslaan.

### Gesloten
- Het Milieu Educatiecentrum (MEC) bevond zich naast de Genneper Watermolen te Gestel. Tot december 2008 kon men hier permanente en wisselende tentoonstellingen op het gebied van natuur en milieu bezoeken. Ook werden hier projecten op het gebied van milieu-educatie georganiseerd, bijvoorbeeld voor kinderen. Na jaren van leegstand is het gebouw sinds januari 2019 - bij wijze van leegstandsbeheer - in gebruik door Facet, adviesbureau voor duurzame ontwikkeling en het Sint-Jorisgilde Gestel en Blaarthem.